# Seznam oristanských arcibiskupů

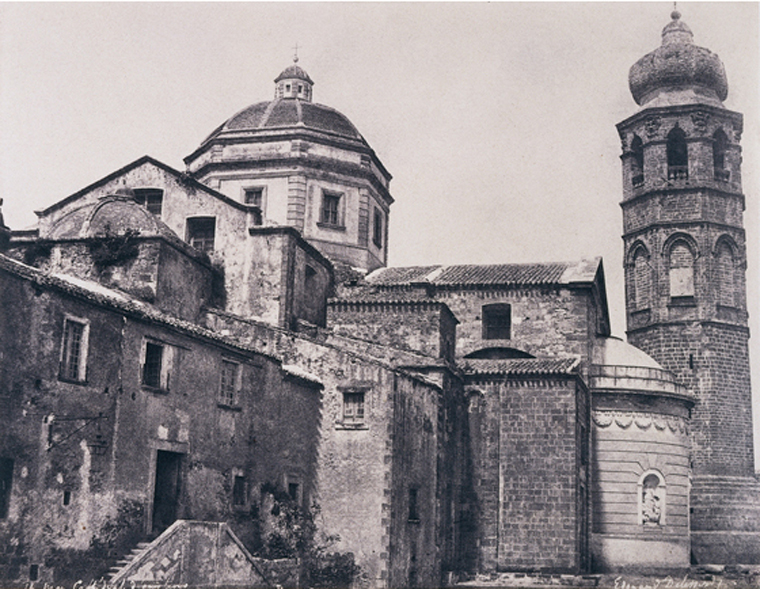
Katedrála v Oristanu

Seznam arcibiskupů oristanské arcidiecéze.

## Arcibiskupové
- 1202–1223  Bernardo
- 1224–1253  Torgotorio de Muru
- 1254–  A...
- 1261–  Torgotorio Cocco
- 1268–1279  Aleardo
- 1280–1289  Pietro
- 1296–1299  Scolay de Ardigellis
- 1299–1301  Consiglio Gatto
- 1299–  Alamanno
- 1301–1305  Leonardo Aragall
- 1306–1308  Ugone
- 1308–1312  Oddone della Sala
- 1312–1339  Guido Cattaneo
- 1340–1342  Giovanni de Paperonibus
- 1342–1346  Giovanni di Cambray
- 1342–  Pietro Munichi
- 1346–1349  Pietro
- 1349–1360  Nicolò
- 1360–1363  Bernardo
- 1363–1377  Ambrogio
- 1377–  Enrico
- 1382–1386  Giacomo
- 1386–1387  Gonario
- 1387–1392  Leonardo De Zori
- 1392–1396  Corrado da Cloaco
- 1396–1400  Ubaldino Cambi
- 1400–1403  Mariano Fabario
- 1403–1404  Paolo Olemi
- 1404–1406  Nicola Berruto
- 1404–  Bartolomeo Ghini
- 1406–1414  Bertrando Flores
- 1414–1437  Elia di Palmas
- 1437–1450  Lorenzo Squinto
- 1450–1454  Giorgio Attacco
- 1454–1460  Giacomo D'Alberale
- 1460–1462  Francesco Arnesti
- 1462–1485  Giovanni Dessì
- 1485–1492  Ferdinando Romano
- 1492–1510  Jaime Serra i Cau
- 1510–1517  Pietro Serra De Munoz
- 1517–1520  Giovanni Briselot
- 1520–1530  Giovanni Clerc
- 1530–1535  Agostino Grimaldi
- 1536–  Goffredo Pugiasson
- 1537–1554  Carlo de Alagon
- 1554–1556  Andrea Sanna
- 1556–1565  Pietro Sanna
- 1566–1571  Gerolamo Barberano
- 1572–1574  Pietro Buerba
- 1574–1577  Pietro Noarro
- 1578–1588  Francesco Figo
- 1588–1621  Antonio Canopolo
- 1621–1627  Lorenzo Nieto
- 1627–1641  Gavino Magliano
- 1641–1657  Pietro de Vico
- 1657–1684  Alfonso de Sotomajor
- 1664–1671  Bernardo Cotoner
- 1672–1685  Pietro de Alagon
- 1685–1702  Pietro de Accorrà y Figo
- 1704–1717  Francesco Masones Nin
- 1726–1740  Antonio Nin
- 1741–1744  Vincenzo Giovanni Vico Torrellas
- 1744–1746  Nicolò Maurizio Fontana
- 1746–1772  Luigi Emanuele de Carretto di Camerana
- 1772–1776  Antonio Romano Malingri
- 1778–1782  Giacomo Francesco Tommaso Astesan
- 1784–1798  Giuseppe Luigi Cusano di Sagliano
- 1798–1812  Francesco Maria Sisternes de Oblites
- 1812–1821  Giovanni Maria Azzei
- 1828–1840  Giovanni Maria Bua
- 1842–1860  Giovanni Saba
- 1872–1878  Antonio Soggiu
- 1879–1882  Bonfiglio Mura
- 1882–1992  Paolo Giuseppe Maria Serci Serra
- 1893–1898  Francesco Zunnui Casula
- 1899–1914  Salvatore Tolu
- 1914–1920  Ernesto Maria Piovella
- 1921–1938  Giorgio Maria Delrio
- 1938–1947  Giuseppe Cogoni
- 1947–1979  Sebastiano Fraghì
- 1979–1985  Francesco Spanedda
- 1986–2006  Pier Giuliano Tiddia
- 2006–2019 Ignazio Sanna
- 2019- Roberto Carboni